# Schizostachyum jaculans
Schizostachyum jaculans là một loài thực vật có hoa trong họ Hòa thảo. Loài này được Holttum miêu tả khoa học đầu tiên năm 1953 publ. 1954.